# Neupotz
Neupotz es un municipio alemán perteneciente al distrito de Germersheim, en el estado federado de Renania-Palatinado. Está ubicado 2 km al oeste del Rin. La aldea es conocida sobre todo por el hallazgo del tesoro acumulado de Neupotz.